# 84 Ceti
84 Ceti, som är stjärnans Flamsteed-beteckning, är en dubbelstjärna belägen i den nordöstra delen av stjärnbilden Valfisken. Den har en kombinerad skenbar magnitud på 5,71 och är svagt synlig för blotta ögat där ljusföroreningar ej förekommer. Baserat på parallaxmätning inom Hipparcosuppdraget på ca 44,3 mas, beräknas den befinna sig på ett avstånd på ca 74 ljusår (ca 23 parsek) från solen. Den rör sig bort från solen med en heliocentrisk radialhastighet på ca 4 km/s.

## Egenskaper
Primärstjärnan 84 Ceti A är en gul till vit stjärna i huvudserien av spektralklass F7 V. Den har en massa som är ca 1,2 solmassor, en radie som är ca 1,2 solradier och utsänder från dess fotosfär ca 2,1 gånger mera energi än solen vid en effektiv temperatur av ca 6 400 K.
Följeslagaren, 84 Ceti B, är en stjärna i huvudserien av spektralklass K2 V, som ligger med en vinkelseparation av 3,3 bågsekunder från primärstjärnan, vilket motsvarar en fysisk separation av minst 74,5 AE.